# Natham
Natham (o Nattam, Nuttam) è una suddivisione dell'India, classificata come town panchayat, di 22.532 abitanti, situata nel distretto di Dindigul, nello stato federato del Tamil Nadu. In base al numero di abitanti la città rientra nella classe III (da 20.000 a 49.999 persone).

## Geografia fisica
La città è situata a 10° 13' 60 N e 78° 13' 60 E e ha un'altitudine di 245 m s.l.m..

## Società

### Evoluzione demografica
Al censimento del 2001 la popolazione di Natham assommava a 22.532 persone, delle quali 11.242 maschi e 11.290 femmine. I bambini di età inferiore o uguale ai sei anni assommavano a 2.627, dei quali 1.304 maschi e 1.323 femmine. Infine, coloro che erano in grado di saper almeno leggere e scrivere erano 15.459, dei quali 8.580 maschi e 6.879 femmine.